# Gare Sainte-Anne-de-Bellevue
Cet article concerne la gare d'exo. Pour la ville de Sainte-Anne-de-Bellevue, voir Sainte-Anne-de-Bellevue. Pour les autres significations, voir Sainte-Anne.
La gare Sainte-Anne-de-Bellevue est une gare d'exo située à Sainte-Anne-de-Bellevue dans l'agglomération de Montréal. Elle dessert les trains de banlieue de la ligne exo 1.

## Correspondances

### Autobus

#### Société de transport de Montréal[2]
| Circuit | Destinations                         |
| ------- | ------------------------------------ |
| 212     | Sainte-Anne                          |
| 354     | Sainte-Anne-de-Bellevue/Centre-Ville |
|         | TAXI COLLECTIF Sainte-Marie          |
|         | TAXI COLLECTIF Senneville            |

#### exo La Presqu'Île
| Circuit | Destinations                                         |
| ------- | ---------------------------------------------------- |
| 35      | Gare Dorion – Sainte-Anne-de-Bellevue                |
| 44      | Pincourt – Sainte-Anne-de-Bellevue                   |
| 335     | Gare Dorion – Sainte-Anne-de-Bellevue FIN DE SEMAINE |